# Aeroportul Ekwok
Aeroportul Ekwok (IATA: KEK, FAA LID: KEK) este un aeroport din Alaska, Statele Unite ale Americii ce deservește zona Ekwok⁠(d). Aeroportul a fost tranzitat în 2019 de 874 de pasageri. A fost numit după zona deservită.
Situat la o altitudine de 41 m, aeroportul dispune de 1 pistă.

## Infrastructură

### Piste
Aeroportul dispune de o singură pistă. Pista 02/20 are suprafața de pietriș și dimensiunile 3.319 picioare × 75 picioare. 